# Schonach im Schwarzwald
Schonach im Schwarzwald ist eine Gemeinde im mittleren Schwarzwald im Nordwesten des Schwarzwald-Baar-Kreises. Der Luftkurort ist auch als ein Zentrum des Wintersports bekannt.

## Geographie

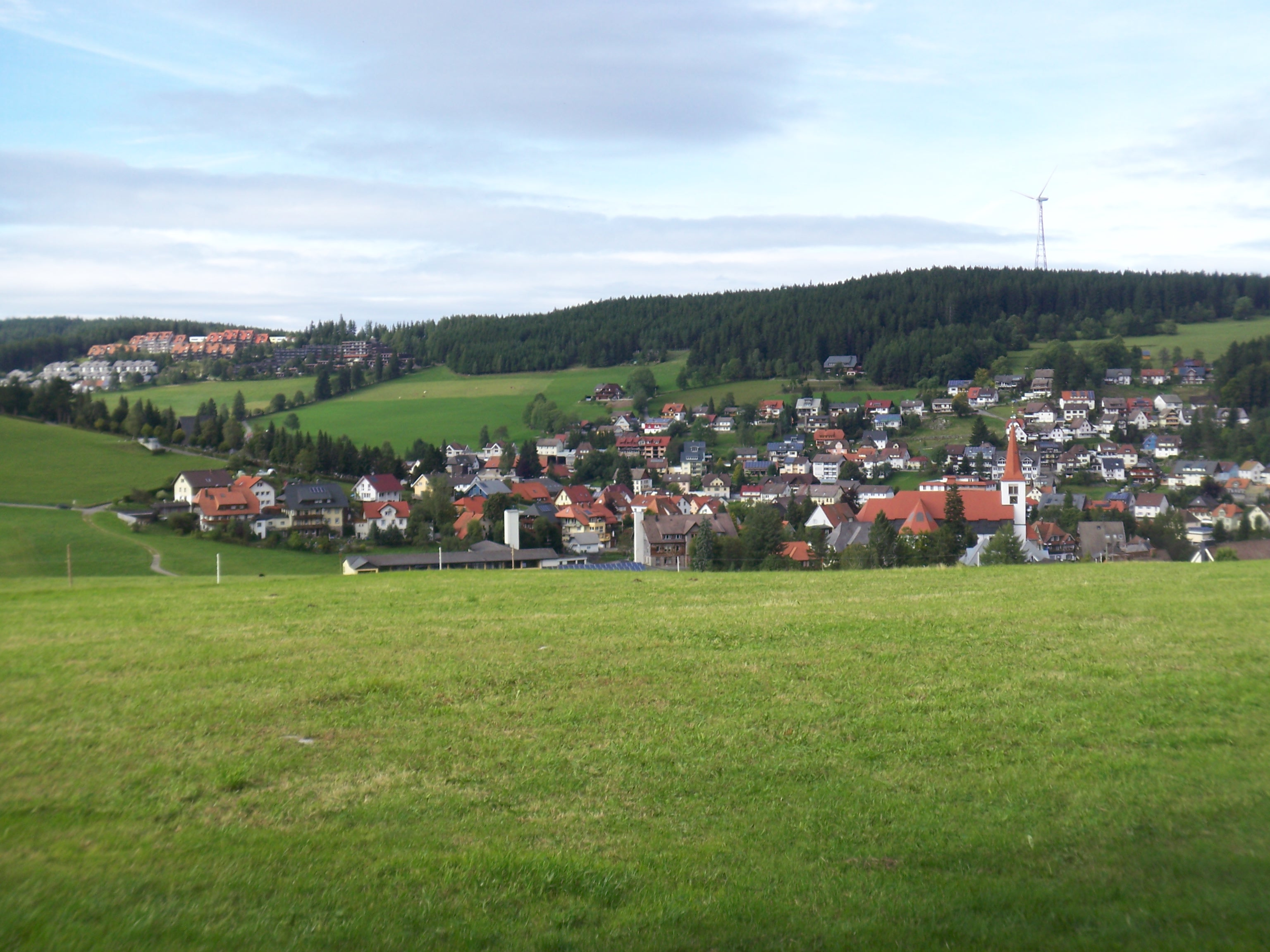
Ansicht von Süden

### Geographische Lage
Schonach liegt nordöstlich von Freiburg im Breisgau, etwa fünf Kilometer von Triberg entfernt in einem Hochtal, das eine Verbindung zum benachbarten Elztal im Landkreis Emmendingen hat. Im Norden grenzt der Ort an den Ortenaukreis. Die drei Landkreise treffen sich am Dreikreiseck, einem Startplatz für Drachenflieger, das eine Aussicht ins untere Kinzigtal, die Oberrheinebene bei Offenburg und bei klarer Sicht zu den Vogesen bietet. Auf der Gemarkung Schonach bildet ein Nebengipfel des Rohrhardsberges in der Nähe des Griesbacher Ecks auf dem Farnberg-Plateau mit 1163 m Höhe den höchsten Punkt des Schwarzwald-Baar-Kreises.

### Nachbargemeinden
Die Gemeinde grenzt im Osten an Triberg, im Süden an Schönwald im Schwarzwald (beide Schwarzwald-Baar-Kreis), im Westen an Simonswald und Elzach (beide Landkreis Emmendingen) und im Norden an Hornberg (Ortenaukreis).

### Gemeindegliederung
Zur Gemeinde Schonach im Schwarzwald mit der früher selbstständigen Gemeinde Rohrhardsberg gehören 81 Dörfer, Weiler, Zinken, Höfe und Wohnplätze.
In der Gemeinde Schonach im Schwarzwald im Gebietsstand von 1970 liegt die abgegangene Ortschaft Riediswald.
Das Gemeindegebiet war in die Ortsteile Schonach im Schwarzwald (Hauptort), Rohrhardsberg und Schonachbach gegliedert, die zugleich Wohnbezirke im Sinne der baden-württembergischen Gemeindeordnung bildeten.

### Schutzgebiete
In Schonach liegen die Naturschutzgebiete Laubeck-Rensberg und Rohrhardsberg-Obere Elz. Zudem hat Schonach Anteile an den Landschaftsschutzgebieten Talschwarzwald-Obere Elz, Rohrhardsberg-Obere Elz und Schwarzenbachtal und an den FFH-Gebieten Schönwälder Hochflächen, Mittlerer Schwarzwald bei Hornberg und Schramberg und Rohrhardsberg, Obere Elz und Wilde Gutach und am Vogelschutzgebiet Mittlerer Schwarzwald. Schonach liegt zudem im Naturpark Südschwarzwald.

## Geschichte

Der alte Thomas-Frieder-Hof, abgebrannt 1906
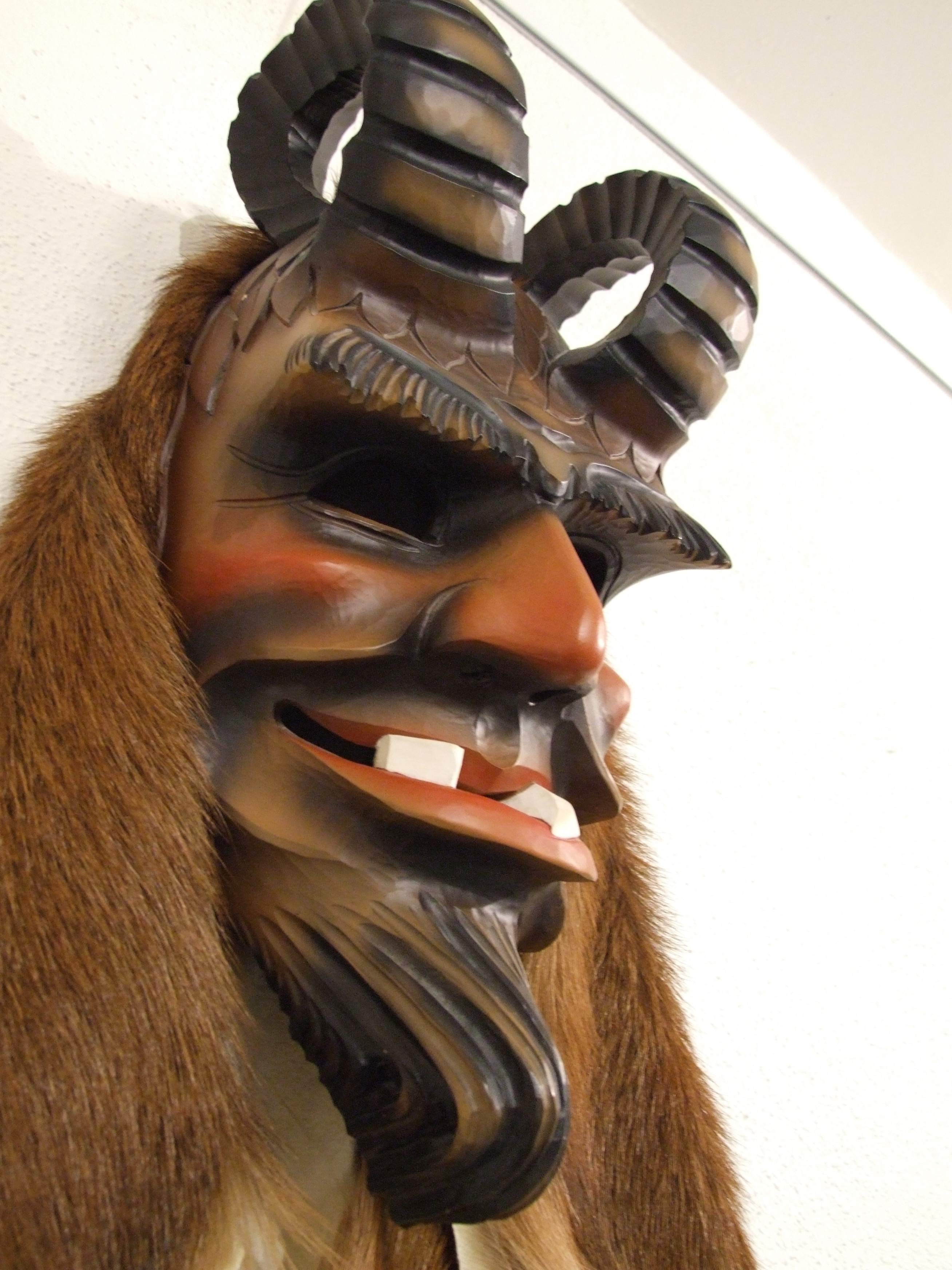
Urtümliche Tradition: die Fastnachtsfigur des Geißenmeckerers aus Schonach

### Bis 1806
Der Name des Ortes stammt aus dem Althochdeutschen und bedeutet hell fließendes Gewässer. Urkundlich erstmals erwähnt wurde er 1275, eine Besiedlung wird aber seit Beginn des 12. Jahrhunderts vermutet.
In seiner Ortschronik von Schonach aus dem Jahre 1925 schrieb der damalige Hauptlehrer a. D. A. Hodapp: „Es sollen im Schonachtal ursprünglich 3 Höfe gestanden sein, einer davon der Friederhof des Augustin Hör im Obertal gewesen und als Zeit der Erbauung auf einem Balken die Jahreszahl 1111 aufwies.“

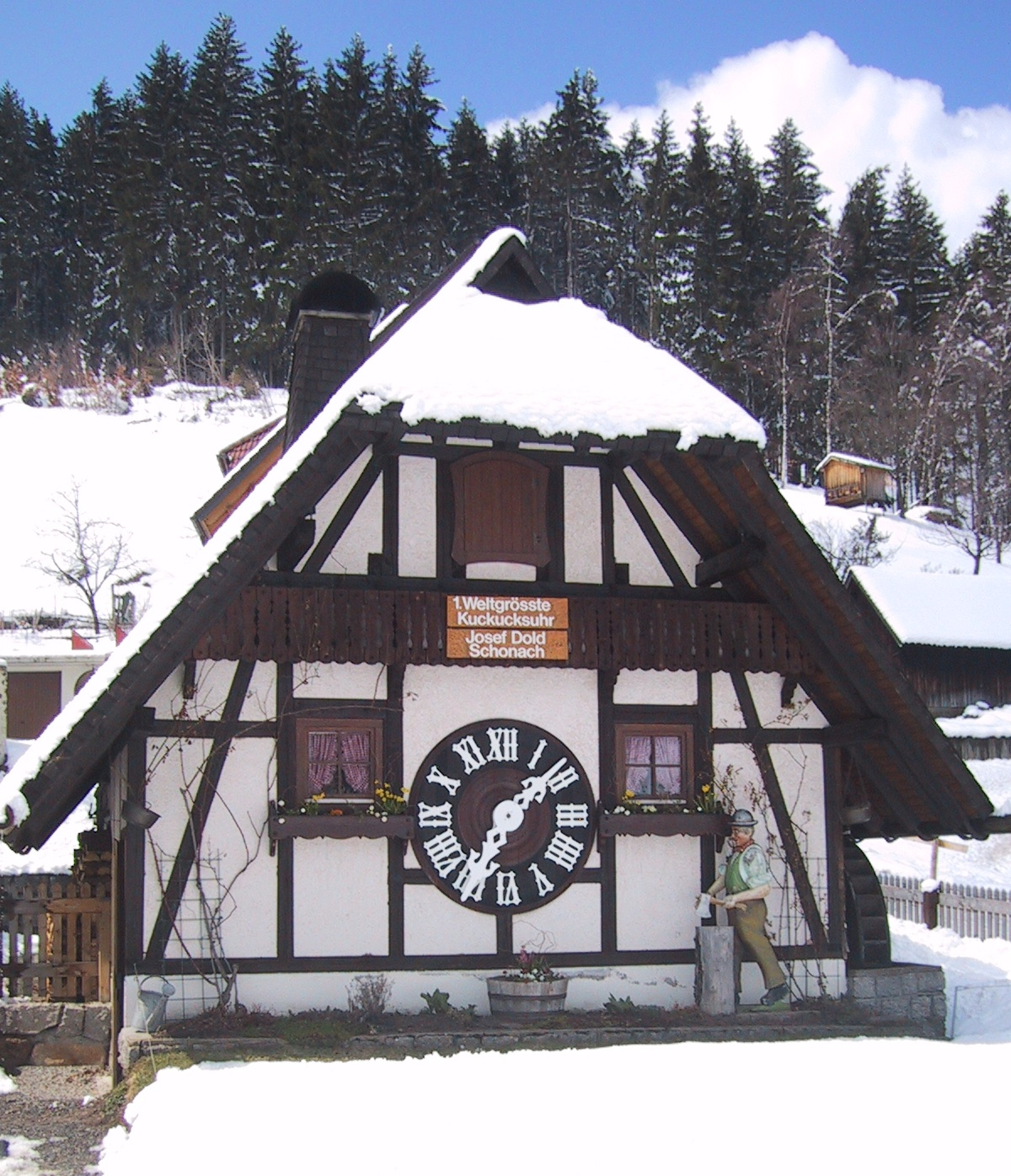
Kuckucksuhr in Schonach, erbaut etwa im Maßstab 50:1

Um das Jahr 1000 nahmen die Klöster die wirtschaftliche Erschließung auch der schmäleren Täler und der raueren Höhen in Angriff, auch das Gebiet von Schonach machten sie für menschliche Ansiedlungen urbar. Nach und nach entstand aus den einzelnen Höfen das „Meiertum“ oder die „Vogtei“ Schonach, die in den Jahren 1100 bis 1200 mit zehn weiteren Gemarkungen zum Althornbergischen Herrschaftsgebiet gehörte.
Die Urbarmachung begann immer zunächst mit einem Kahlhieb; es folgte das Niederbrennen der Holzmassen am Boden, zuletzt kam das Ausgraben der Stockwurzeln, bis genügend Waldboden für eine Ansiedlung, Hofstatt, Wiese, einen Acker und ein Weidefeld nutzbar gemacht war.
Bei zahlreichem Vorkommen von Bären, Wölfen und Wildschweinen waren die Wald- und Feldarbeit und das Viehhüten mit Gefahren für das Leben der Menschen und Tiere verbunden.
Das Ende dieses Siedlungswerkes ist nicht genau bekannt, urkundlich ist jedoch sicher, dass im Jahre 1275 Schonach schon eine Pfarrkirche besaß.
Schonach gehörte von Anfang an zur Herrschaft Triberg, die sich nach vielen Besitzwechseln 1640 Österreich unterstellte und bis 1806 vorderösterreichisch blieb, als auch dieses Gebiet an das neu entstandene Großherzogtum Baden fiel.

### Eingemeindungen
Rohrhardsberg wurde am 1. Januar 1971 nach Schonach im Schwarzwald eingemeindet. Sowohl Rohrhardsberg als auch Schonach gehörten bis zum 31. Dezember 1972 dem Landkreis Villingen-Schwenningen an, wobei dieser bis 1971 lediglich Landkreis Villingen hieß. Mit der Kreisreform am 1. Januar 1973 wurde der Schwarzwald-Baar-Kreis neugegründet, zu dem Schonach mitsamt Rohrhardsberg kam. 

## Religionen
Schonach blieb auch nach der Reformation römisch-katholisch geprägt. Auch heute gibt es lediglich eine katholische Gemeinde im Ort. Die evangelischen Gläubigen sind nach Triberg eingepfarrt, allerdings gibt es auch eine evangelische Kirche in Schonach.

## Politik

### Gemeinderat
Der Gemeinderat in Schonach besteht aus zwölf gewählten ehrenamtlichen Gemeinderäten sowie dem Bürgermeister als Vorsitzendem. Der Bürgermeister ist im Gemeinderat stimmberechtigt. Die Kommunalwahl am 9. Juni 2024 führte zu folgendem amtlichen Endergebnis:
| Parteien und Wählergemeinschaften | Parteien und Wählergemeinschaften           | 2024   | 2024   |        | 2019   | 2019 |
| Parteien und Wählergemeinschaften | Parteien und Wählergemeinschaften           | %      | Sitze  | %      | Sitze  |      |
| --------------------------------- | ------------------------------------------- | ------ | ------ | ------ | ------ | ---- |
| CDU                               | Christlich Demokratische Union Deutschlands | 40,0   | 05     | 38,5   | 05     |      |
| FW                                | Freie Wählervereinigung                     | 32,4   | 04     | 32,9   | 04     |      |
| OGL                               | Offene Grüne Liste                          | 19,8   | 2      | 28,6   | 03     |      |
| SPD                               | Sozialdemokratische Partei Deutschlands     | 7,9    | 1      | –      | –      |      |
| Gesamt                            | Gesamt                                      | 100,00 | 12     | 100,00 | 12     |      |
| Wahlbeteiligung                   | Wahlbeteiligung                             | 67,5 % | 67,5 % | 66,4 % | 66,4 % |      |

### Bürgermeister
Jörg Frey (parteilos) ist seit 1995 der aktuelle Bürgermeister. Er wurde 2003, 2011 (99,4 %) und 2019 wiedergewählt. Bei der Wahl 2019 erhielt er 95,19 % der gültigen Stimmen bei einer Wahlbeteiligung von 65,85 %. Mitbewerber gab es keine.

### Wappen
| Wappen der Gemeinde Schonach im Schwarzwald | Blasonierung: „In Silber (Weiß) aus einer liegenden goldenen (gelben) Mondsichel wachsend die Muttergottes mit blauem Gewand, rotem Schleier und goldener (gelber) Krone und Nimbus, in der Rechten ein goldenes (gelbes) Zepter, in der Linken das rot gekleidete, golden (gelb) nimbierte Jesuskind haltend, das die Rechte segnend erhoben hat und in der Linken eine goldene (gelbe) Kugel hält.“ |
| Wappen der Gemeinde Schonach im Schwarzwald | Wappenbegründung: Das vermutlich älteste Siegel Schonachs (Abdruck von 1811) enthält ein stilisiertes Bild der Muttergottes und die Umschrift „MARIA : SCHONACH“. Die alte Pfarrkirche war Maria geweiht. Auch die Gemeindesiegel seit Mitte des 19. Jahrhunderts zeigen Maria; die nicht sehr deutlichen Bilder lassen an eine Pieta denken. Im Jahre 1900 bemühte sich die Gemeinde für den neuen Stempel um ein besseres Siegelbild, das bei dieser Gelegenheit in einen Wappenschild gesetzt wurde, ohne dass die Tingierung festgelegt worden wäre. Dies wurde 1952 nachgeholt, das Wappen gleichzeitig nach dem Gnadenbild in der Kirche gezeichnet. Das Innenministerium verlieh Wappen und Flagge am 8. Dezember 1960. |

Wappen der ehemals selbständigen Gemeinde

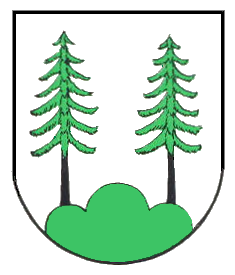
Rohrhardsberg

## Wirtschaft und Infrastruktur

### Verkehr
Über die Gemarkung führt die Linie der Schwarzwaldbahn (Offenburg – Konstanz); der nächste Bahnhof befindet sich in Triberg, der zur Hälfte auf Schonacher Gemarkung liegt. Von Triberg aus ist Schonach über die Bundesstraße 33 auch mit der Bundesautobahn 5 in Offenburg sowie dem Bodenseeraum im Süden verbunden. In Triberg beginnt auch der südliche Abschnitt der Schwarzwaldhochstraße bis zum Hochrhein in Waldshut. Den ÖPNV gewährleistet der Verkehrsverbund Schwarzwald-Baar. Es gibt täglich Busverbindungen von und zum Bahnhof Triberg. Die Fahrpläne der Busse sind auf die Züge abgestimmt.

### Bildung
Mit der Dom-Clemente-Schule gibt es in Schonach eine Grund- und Hauptschule mit Werkrealschule. Diese bietet auch Ganztagsbetreuung an. Für die jüngsten Einwohner gibt es einen römisch-katholischen Kindergarten. Seit 2019 gibt es zusätzlich das Kinderhaus „Gipfelstürmer“, das unter der Leitung der „Mehr Raum Für Kinder gGmbH“ steht. Zum neuen Kindergartenjahr 2021/2022 wird zudem ein zusätzlicher Waldkindergarten öffnen, der ebenfalls unter der Leitung der katholischen Kirche steht.

### Handel und Gewerbe
Schonach besitzt eine für die Größe der Gemeinde aktuell noch recht vielfältige Handelsstruktur: einen großen Einkaufsmarkt am Ortsrand sowie einen kleinen in der Ortsmitte, Bäckereien, Metzgereien, Schreib- und Spielwarengeschäft, Optiker, Malergeschäft, Getränkehandel, Eisenwarengeschäft, Tattoo-Studio, Foto-Studio, Telefon-Geschäft, Sportgeschäft, Bekleidungsgeschäft, Fahrradgeschäft, Tankstelle und Bankfilialen. Einen kleinen Wochenmarkt gibt es zudem jeden Samstag beim Rathausparkplatz.

### Industrie und Handwerk
In der Gemeinde sind zahlreiche kleine Industrie- und Handwerksbetriebe angesiedelt, aber auch drei große Industriewerke, die zum einen Schraubwerkzeuge und zum anderen Zubehör-Teile für die weiterverarbeitende Industrie herstellen.

### Tourismus

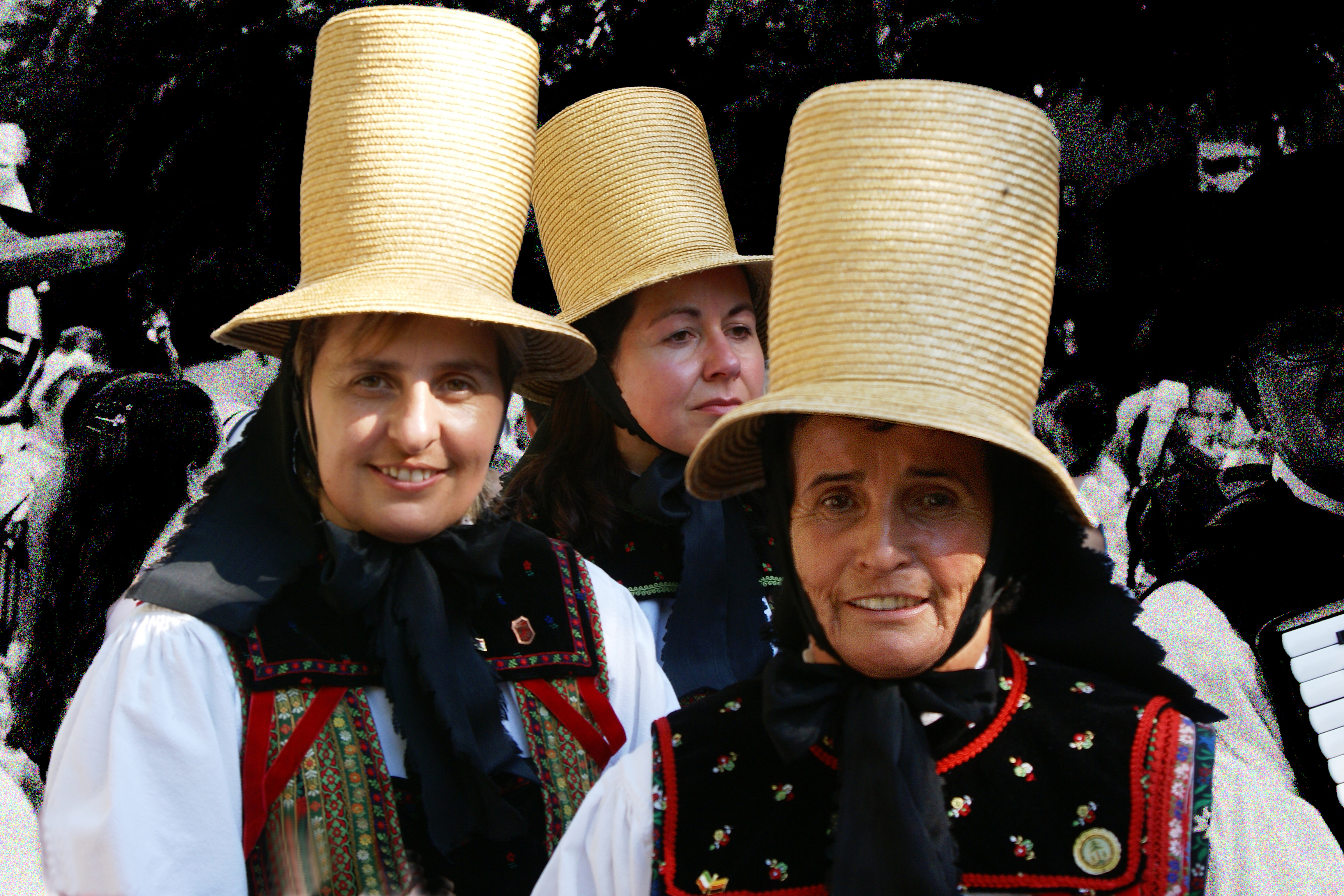
Schonacher Tracht

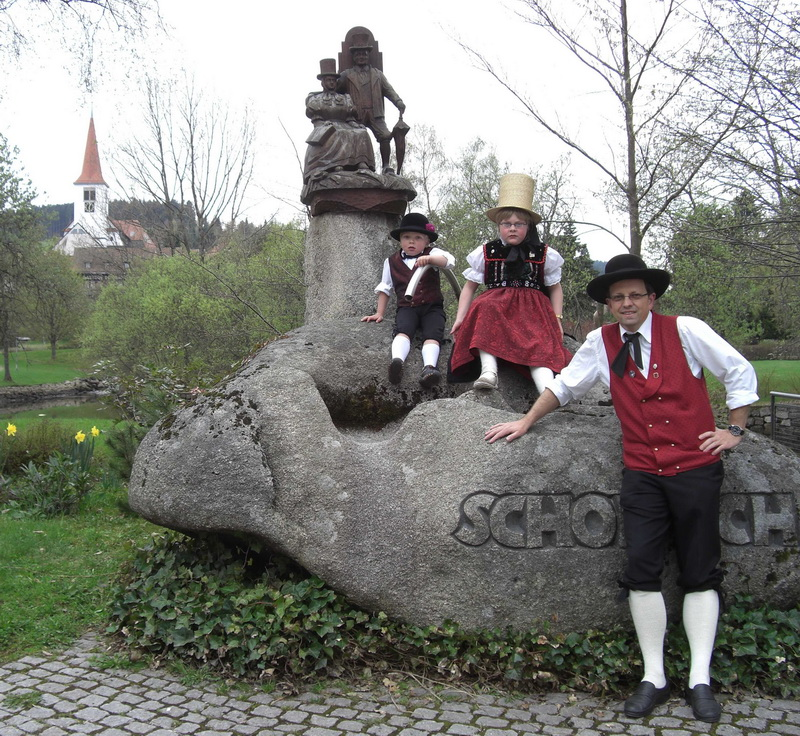
Schonacher Trachtenbrunnen

Der seit 1972 staatlich anerkannte Luftkurort mit etwa 130.000 Übernachtungen pro Jahr ist vor allem für seine touristischen Sehenswürdigkeiten, wie die weltgrößte originale Kuckucksuhr (und dies gleich zweimal), und als Zentrum einiger Wintersportarten bekannt.
Vom Jahr 2000 bis 2020 kümmerte sich die Ferienland GmbH um die Entwicklung des Tourismus. In der GmbH konzentrierten am Ende die Orte Schonach, Schönwald, Furtwangen und St. Georgen ihre Kräfte. Bereits in früheren Jahren waren Triberg und die Gemeinde Unterkirnach aus dem Verbund ausgeschieden.
Seit 2021 sind die verbliebenen vier Gemeinden der Hochschwarzwald-Tourismus-GmbH beigetreten, die Ferienland GmbH wurde aufgelöst.

### Energie
| Hersteller       | Typ  | Nabenhöhe | Rotordurchmesser | Leistung | Betriebsstart | Bemerkung                 |
| ---------------- | ---- | --------- | ---------------- | -------- | ------------- | ------------------------- |
| Nordex (Südwind) | S77  | 90 m      | 77 m             | 1,5 MW   | 2001          | Anlage auf dem Gitschbühl |
| Nordex (Südwind) | S77  | 96,5 m    | 77 m             | 2 MW     | 2002          |                           |
| Enercon          | E-70 | 98 m      | 70 m             | 2 MW     | 2006          |                           |

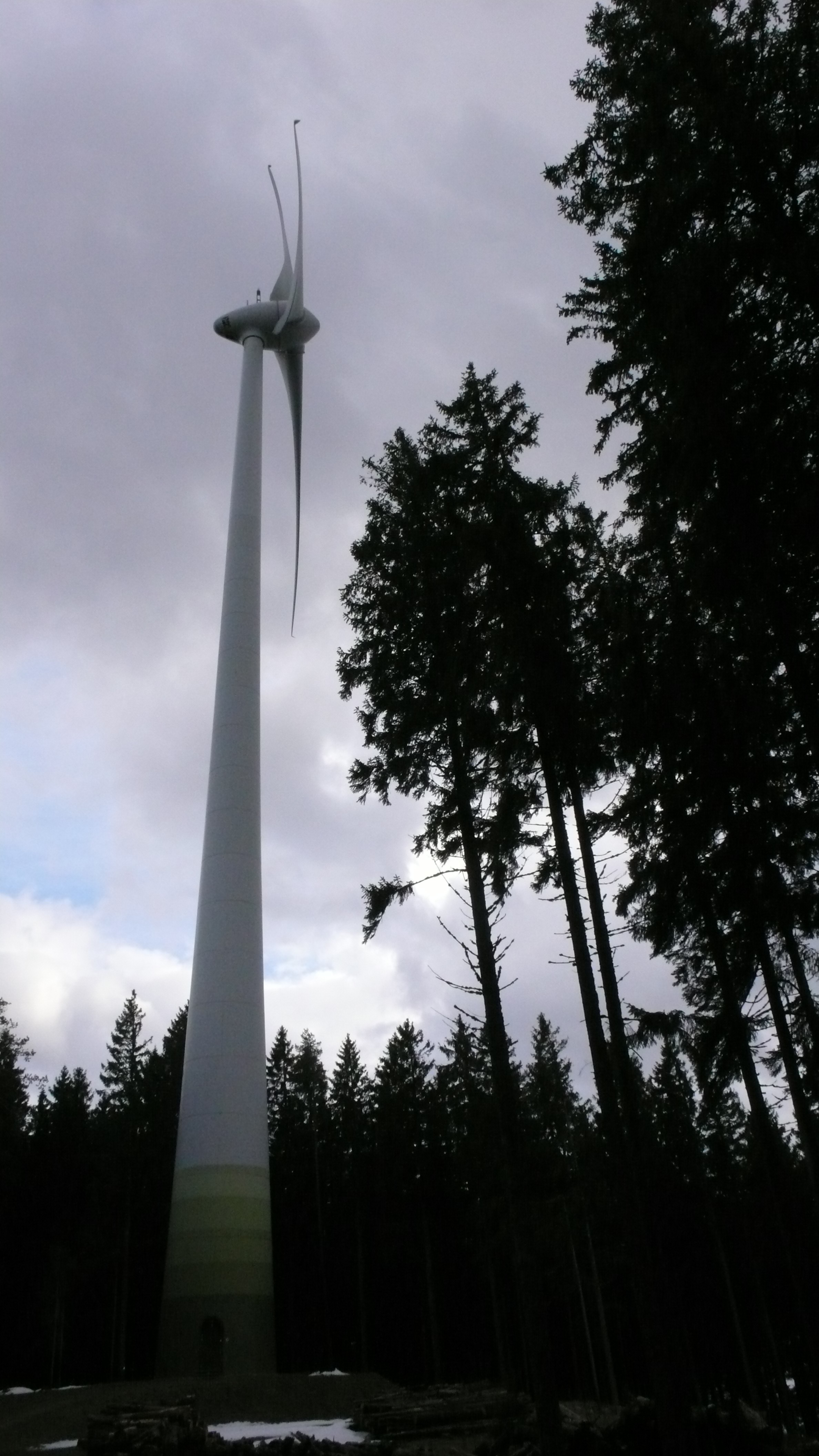
Windkraftanlage Schonach

Zusammen mit zahlreichen Photovoltaikanlagen auf privaten Hausdächern ergibt sich, dass die Gemeinde rechnerisch rund 42 % ihres Stromverbrauches aus erneuerbaren Energien beziehen kann (Stand 2015).

## Kultur und Sehenswürdigkeiten
In Schonach beginnt der 100 Kilometer lange Fernskiwanderweg Schonach–Belchen, der längste Skiwanderweg im Schwarzwald. Durch Schonach führt der Fernwanderweg Westweg des Schwarzwaldvereins. Der Ort liegt an der Deutschen Uhrenstraße. Alle diese Wege führen an diversen Sehenswürdigkeiten vorbei.

### Bauwerke

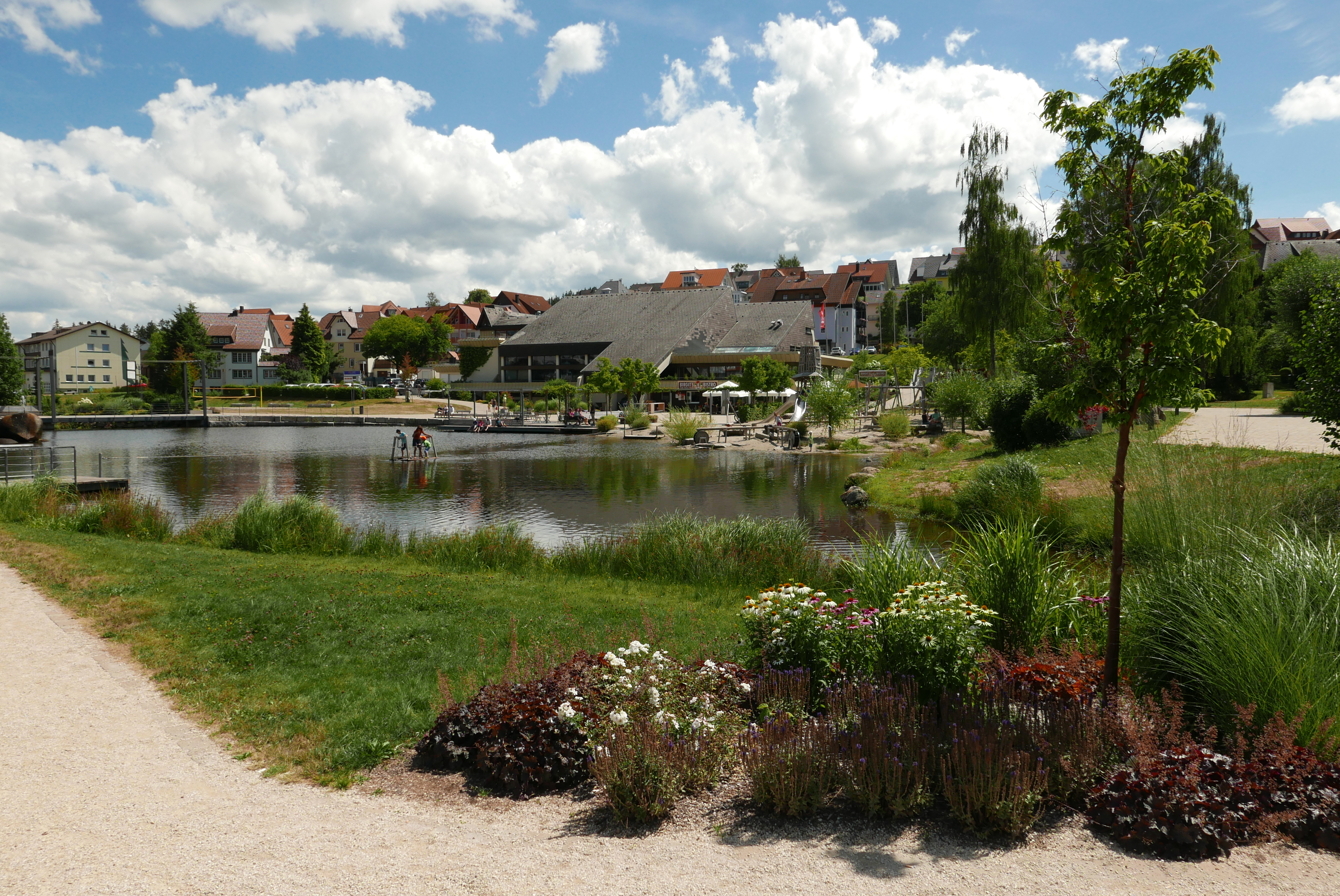
Kurpark mit See

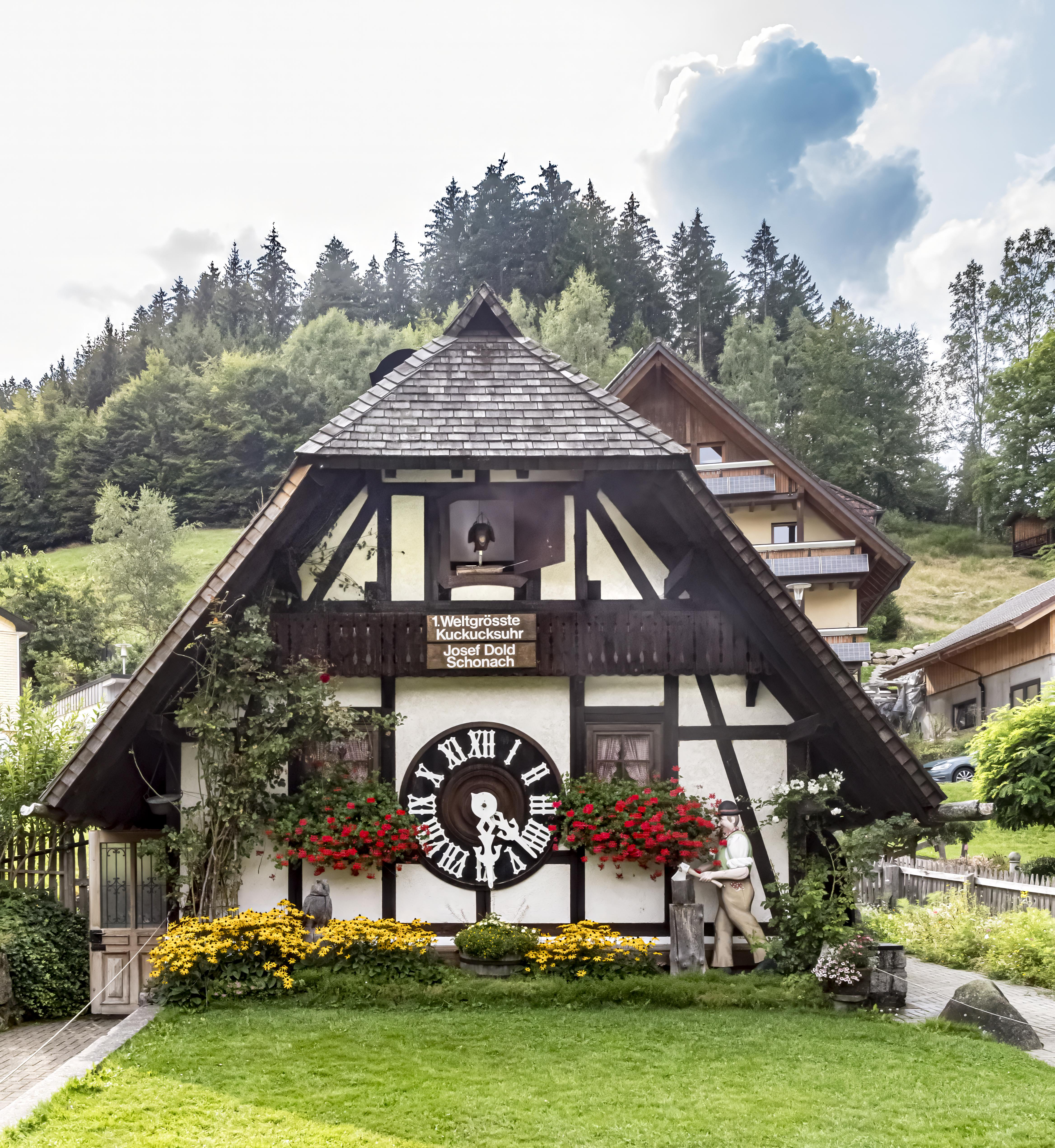
Die erste weltgrößte Kuckucksuhr im Maßstab 50:1

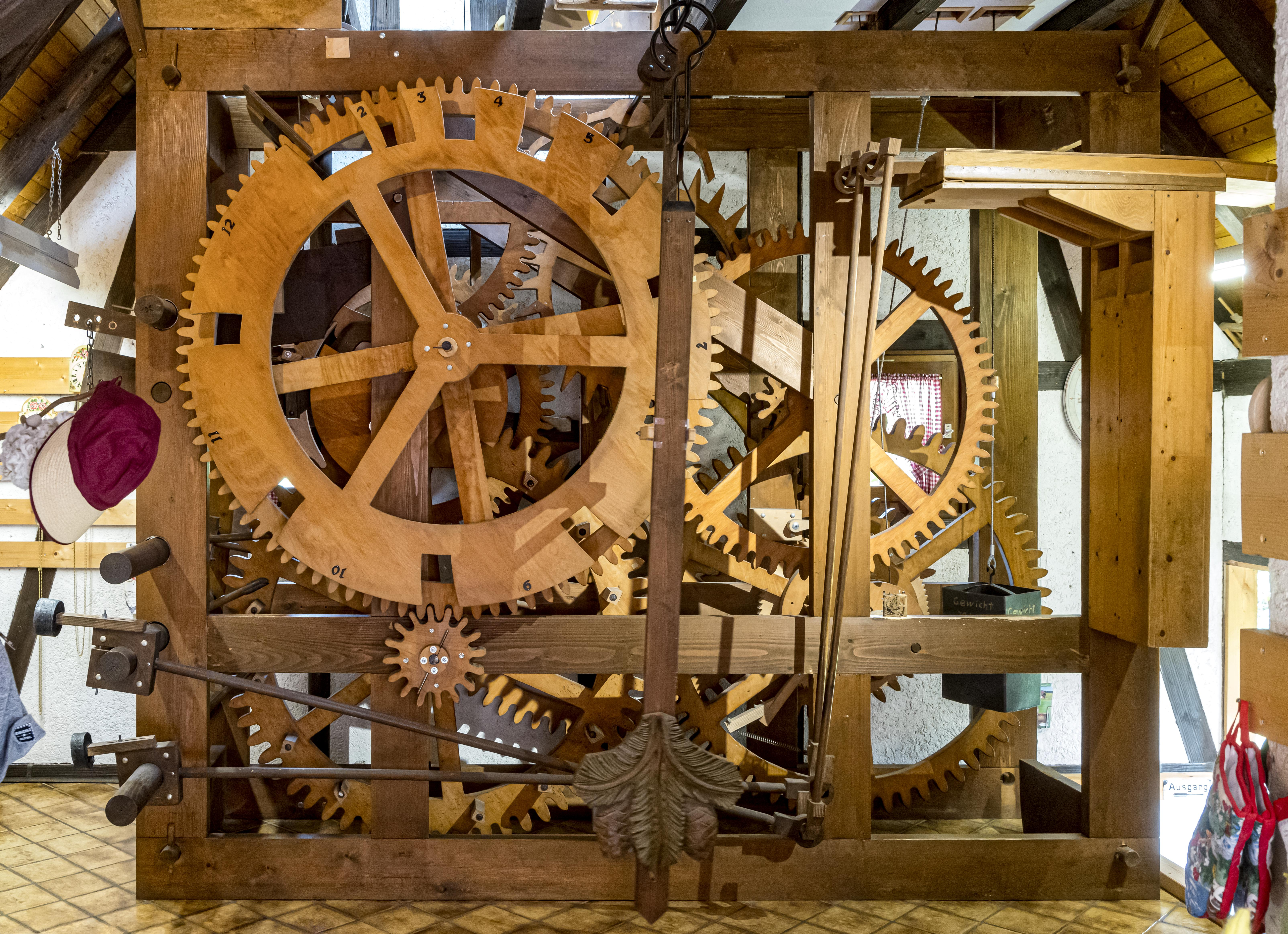
Das Werk der Kuckucksuhr

- 1. Original Weltgrößte Kuckucksuhr
- Heimatstube (Museum)
- Neubarocke römisch-katholische Pfarrkirche St. Urban, erbaut 1912–14
- Kurpark im Ortszentrum
- Langenwaldschanze
- Gasthof Schwanen, älteste Dorfwirtschaft im Ort, mit Original-Gaststube aus dem Jahr 1752

### Natursehenswürdigkeiten
- Naturschutzgebiet Blindensee
- Naturerlebnispfad
- Schalensteinpfad
- U(h)rwaldpfad Rohrhardsberg
- Elzwasserfälle am Rohrhardsberg

## Sport

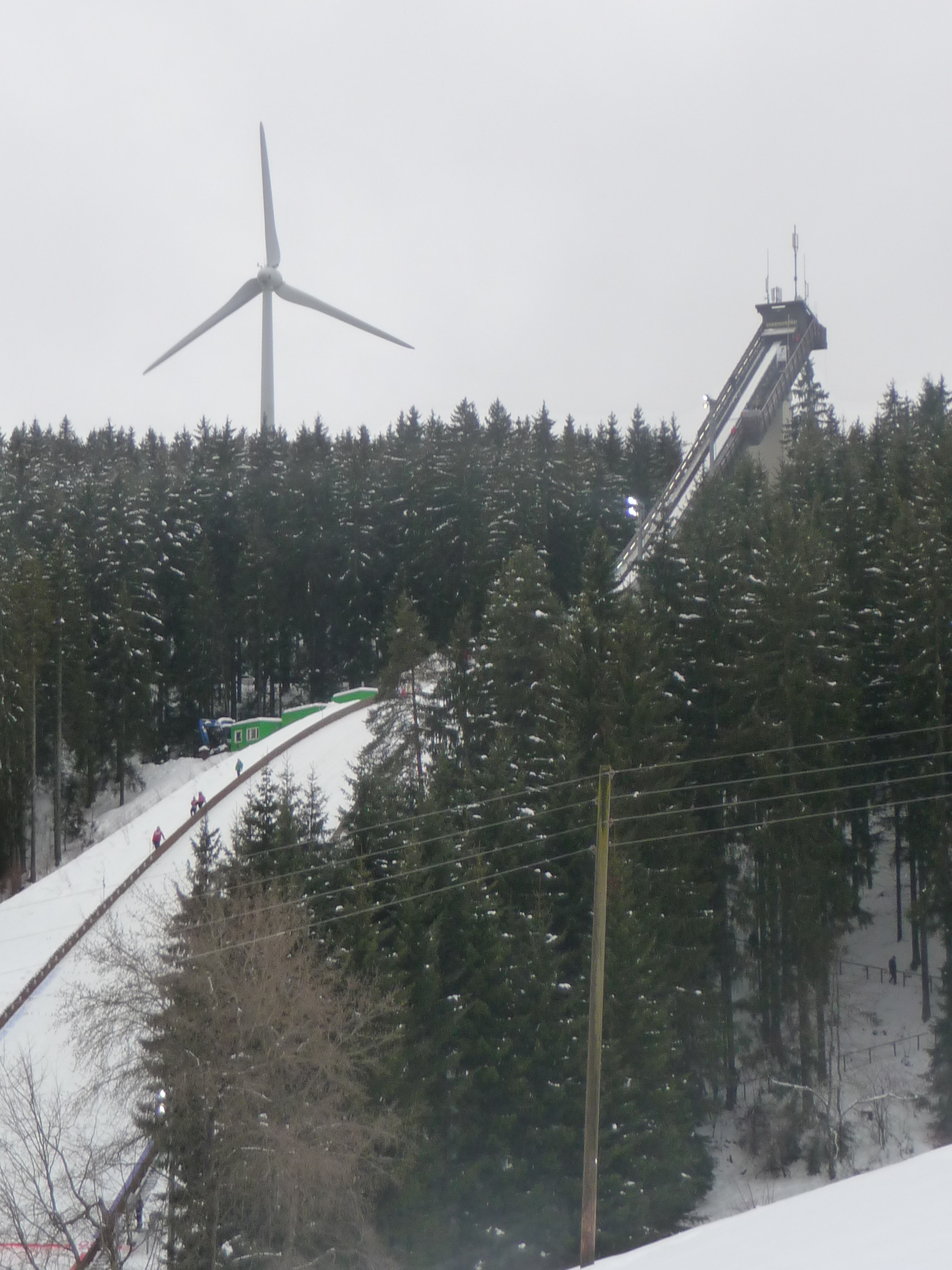
Die Langenwaldschanze im Winter 2015/16

Wintersportarten, wie die Nordische Kombination und der Skilanglauf, haben in Schonach große Bedeutung. Zu Beginn jedes Jahres war Schonach bis zur Saison 2014/15 Austragungsort des FIS Weltcups der Nordischen Kombination um den Schwarzwaldpokal, seit der Saison 2015/16 finden diese Wettbewerbe im März statt. In den Jahren 1981 und 2002 war Schonach Austragungsort der FIS-Junioren-Weltmeisterschaft in den nordischen Sportarten.
In Schonach startet auch der 100-Kilometer-Rucksacklauf um den „Wäldercup“ nach Multen am Belchen, mit der Variante des Kleinen Rucksacklaufs nach Hinterzarten (im Februar), auf der Strecke des Fernskiwanderwegs Schonach–Belchen.
Bekannte Skisportler aus Schonach (Olympiasieger, Weltmeister, Olympiateilnehmer und ähnliches) sind zum Beispiel in der nordischen Kombination Urban Hettich, Hans-Peter Pohl, Christian Dold, Georg Hettich und die Skispringer Hansjörg Jäkle und Alexander Herr. Außerdem ist hier die Langläuferin Sandra Ringwald zu nennen.
Im Jahr 2002 war die Gemeinde Zielort der Deutschland-Tour, des wichtigste deutschen Etappenrennens im Straßenradsport.
Seit 2002 findet im September auf einer Kreisstraße in der Nähe der Schanze die Slalom Trophy Schöne Aussicht, ein Autorennen mit Tourenwagen-Klassikern, statt.
Sportanlagen:
- Minigolfanlage und Beach-Volley-Ball-Platz im Kurpark
- Naturschwimmbad mit Tischtennisplatte und Beach-Volley-Ball Feld
- Tennisplätze im Obertal
- Skiliftanlage Rohrhardsberg
- Skiliftanlage Winterberg mit Rodelhang, Skischule, Skatepark, Skiverleih und Josen-Alm
- All-Wetter-Sportplatz an der Dom-Clemente-Schule
- Fußballplatz im Obertal
- Mountain-Bike-Trails auf der Holzeck, im Langenwald und auf der Wilhelmshöhe
- Langlaufstation im Wittenbach
- Schießanlage im Schützenhaus

## Persönlichkeiten

### Söhne und Töchter der Gemeinde
- Karl Josef Gollrad (1866–1940), Maler
- Alfred Feudel (1882–1974), Maler
- Benedikt Kuner (1889–1945), NSDAP-Kreisleiter
- Eugen Gross (1910–1989), Grafiker und Maler
- Klaus Ringwald (1939–2011), Bildhauer
- Karl Rombach (* 1951), Politiker (CDU), Mitglied des Landtags von Baden-Württemberg
- Paul Schwer (* 1951), Installationskünstler
- Urban Hettich (* 1953), Nordischer Kombinierer
- Hansjörg Jäkle (* 1971), Skispringer

### Mit Schonach verbunden
- Frieda Kwast-Hodapp (1880–1949), Musikerin
- Hans-Peter Pohl (* 1965), Nordischer Kombinierer und Olympiasieger
- Alexander Herr  (* 1978), Skispringer
- Georg Hettich (* 1978), Nordischer Kombinierer und Olympiasieger
- Sandra Ringwald (* 1990), Langläuferin, Olympiateilnehmerin 2018